# Rușii-Munți
Rușii-Munți (Hongaars: Marosorozfalu; dit betekent "Russisch dorp op de Mureş ) is een comună in het district Mureş, Transsylvanië, Roemenië. Het is opgebouwd uit vier dorpen, namelijk:
- Maioreşti (Hongaars: Monosfalu; vroeger Huduc)
- Morăreni (Hongaars: Maroslaka)
- Ruşii-Munţi (Hongaars: Marosorozfalu)
- Sebeş (Hongaars: Sebespatak)

## Demografie
In 2002 telde het dorp nog zo'n 2.252 inwoners, in 2007 waren dit er zo'n 2.287. Dat is een stijging van 35 inwoners (+1,6%) in vijf jaar tijd. Van deze 2.287 inwoners waren er 2.173 (95%) Roemenen, 91 (4%) Roma en 23 (1%) Hongaren.